# Pobereżne (obwód lwowski)
Pobereżne (ukr. Побережне) – wieś na Ukrainie, w obwodzie lwowskim, w rejonie lwowskim (wcześniej w rejonie gródeckim). W 2022 roku liczyła 180 mieszkańców.
Dawniej miejscowość nosiła nazwę Jatwięgi (ukr. Ятвяги, Jatwiahy). W 1946 roku chutor otrzymał nazwę Pobereżnyj (ukr. Побережний), a po nadaniu statusu wsi ustanowiono obecną nazwę – Pobereżne.
W II Rzeczypospolitej miejscowość stanowiła początkowo samodzielną gminę jednostkową. 1 sierpnia 1934 roku w ramach reformy na podstawie ustawy scaleniowej została włączona do zbiorowej gminy wiejskiej Hoszany w powiecie rudeckim, w województwie lwowskim.